# A Man Has Dreams
«A Man Has Dreams» es una canción de la película de Walt Disney Mary Poppins, escrita por Richard M. Sherman y Robert B. Sherman. La melodía de la canción es una versión tranquila de la de "The Life I Lead" que sirve como leitmotif de Mr. Banks cuando es despedido. Tanto en la película como en el musical, la canción es interpretada como un dueto conversacional entre Bert, el deshollinador (Dick Van Dyke) y George Banks (David Tomlinson). Es de naturaleza operística, con diálogos cantados, y fue muy inusual para una película musical de esa época. La canción incorpora a repetición de "A Spoonful of Sugar", el cual es el leitmotif de Mary Poppins.
La melodía aparece por primera vez cuando George Banks marcha por la puerta principal de su casa. En ese punto de la película, la canción es de naturaleza alegre para reflejar el espíritu triunfal de Banks. La canción es entonces titulada "The Life I Lead". Es repetida varias veces a lo largo de la película. La repetición final es cantada cuando Banks cree que lo ha perdido todo, durante lo cual la canción se torna mucho más sombría y la canción es retitulada como "A Man Has Dreams".
La canción es fundamental tanto en el musical como en la película.

## Historia
De acuerdo a las grabaciones archivadas de Disney, la canción fue originalmente titulada "Mr. Banks and Bert Converse", pero fue cambiado al que posee ahora, antes de la primera publicación impresa de partituras. "A Man Has Dreams" son las primeras cuatro palabras de la canción; y no se vuelven a repetir.